# Манастир Макрешане
Манастир Макрешане је подигнут на темељима старог манастира из 14. века.

## Историја
На ободима Мојсињске Свете Горе, изнад села Макрешане, налази се манастир Св. Јована Крститеља опасан шумом. Манастир је основан у време Синаита у средњем веку, обновљен је у прошлом веку, а сада у манастиру живи монах Јаков (Симић). До манастира је могуће стићи само теренским возилом, али на дан када се прославља манастирска слава, празник Рођења Св. Јована Крститеља, као и претходних година, и 2015. године, манастирска порта била је препуна верних људи који су дошли да се поклоне овој Светињи.